# Sparbankshuset, Nyköping
Sparbankshuset i Nyköping är beläget vid Stadsbron och Nyköpingsån. Byggnaden ritades av arkitekterna Fritz Ullrich och  Eduard Hallquisth på arkitektbyrån Ullrich & Hallquisth i Stockholm, och stod färdigt den 1 oktober 1898. Sparbankshuset utsågs 2001 av Södermanlands Nyheters läsare till Nyköpings vackraste byggnad.

## Historia
Johan Widén, Erik Albert Kjellgren och C.A Winblad tillsattes i en kommitté av sparbanken med uppgift om att hitta ett lämpligt område för den nya sparbanksbyggnaden. Sparbanken köpte tomtnummer 56 med en area på 4874 kvadratmeter år 1896 för 25000 kr av C.H Wettermark.
Till bankhusets ritningar anlitades arkitekterna Fritz Ullrich och Eduard Hallqvist. Byggmästarna Axel Ankarstrand och G.S Hallström meddelande den första mars 1897 att de skulle bygga bankhuset enligt Ullrichs & Hallqvists ritningar för 98000 kr.
Den fjärde september 1899 framlades ett förslag av Sparbankens styrelse att köpa en tomt intill för 10000 kr. Förslaget godkändes den sjätte november och tomten intill på 1036 kvadratmeter köptes för sagt pris. Ullrich & Hallquisth fick därefter i uppgift att rita en gallergrind till en ny inkörsport till banken.